# پائول اچ. استین
پائول اچ. استین، متولد ۱۹۵۲، مهندس و دانشمند اهل ایالات متحده آمریکا است. در حال حاضر وی صاحب منصب ماکسول ام. آپون در گروه مهندسی شیمی دانشکده مهندسی دانشگاه کرنل است. استین مدرک کارشناسی خود در رشته علوم مهندسی و ادبیات انگلیسی را از دانشگاه براون و مدرک دکترای خود را از دانشگاه جان هاپکینز اخذ کرد و دوره پسادکترای خود را در دانشگاه استنفورد گذراند.
زمینه کاری اصلی استین، بررسی پایداری دینامیکی سیستم‌های سیالاتی است. نمود عملی تلاش‌ها و پژوهش‌های وی را می‌توان در ساخت و ثبت اختراع چندین دستگاه مختلف در زمینه سوییچ‌ها بر اساس مکانیزم‌های کشش سطحی و چسبندگی قطرات و برهم کنش‌های میان فیلم مایع و سطوح مشاهده کرد. پژوهش‌های استین باعث شد تا وی حائز جایگاه ویژه‌ای در جریان صفحه‌ای لاستیک مذاب درون قالب‌های ریخته‌گری دوار شود.

## افتخارات
تا کنون استین حائز بسیاری از جوایز و افتخارات نظیر عضویت در مؤسسه الکساندر فون هامبولت، دریافت مدال هنری ماریون هو، عضویت در انجمن فیزیکدانان آمریکا و عضویت در انجمن مهندسان شیمی آمریکا شده است.
در حال حاضر نیز استین از جمله داوران مجله علمی نیچر در بخش ریزگرانش است. از سال ۲۰۰۰ تا ۲۰۱۲، وی از داوران مجله مکانیک سیالات به شمار می‌رفت.